# 恩蘇塔
恩蘇塔（英語：Nsuta）為迦納阿散蒂地區的城鎮、中塞基爾縣的首府。在阿散蒂地區裡有許多城鎮都以「恩蘇塔」這個名稱來命名。迦納鐵路有在此城鎮中設站。

## 外部連結
- MSN Map[永久]